# Dicladispa mombonensis
Dicladispa mombonensis es una especie de insecto coleóptero de la familia Chrysomelidae.
Fue descrita científicamente en 1899 por Julius Weise.